# Carte généralisée
Une carte généralisée est un modèle topologique qui permet de représenter et de manipuler des objets subdivisés. Ce modèle a été défini à partir du modèle des cartes combinatoires afin de pouvoir représenter des objets avec ou sans bord, orientables ou non. Le principal avantage des cartes généralisées par rapport aux cartes combinatoires est le fait qu'elles sont homogènes en toute dimension. Cela simplifie les définitions et les algorithmes, ce qui fait que les cartes généralisées sont parfois utilisées même pour représenter des objets orientables sans bord.

## Définition
La définition des cartes généralisées en dimension quelconque est donnée dans,:
Une carte généralisées de dimension n, (ou nG-carte) est un {\displaystyle (n+2)}-uplet {\displaystyle G=(B,\alpha _{0},\dots ,\alpha _{n})} tel que~:
- {\displaystyle B} est un ensemble fini de brins ;
- {\displaystyle \alpha _{0}\dots \alpha _{n}} sont des involutions sur {\displaystyle B} ;
- {\displaystyle \alpha _{i}\circ \alpha _{j}} est une involution {\displaystyle \forall i,\forall j,0\leq i<i+2\leq j\leq n}.

Une nG-carte représente un objet quasi-variété cellulaire orienté ou non, avec ou sans bord.